# Is-sur-Tille
Is-sur-Tille és un municipi francès, situat al departament de la Costa d'Or i a la regió de Borgonya - Franc Comtat. L'any 2007 tenia 3.839 habitants.

## Demografia

### Població
El 2007 la població de fet d'Is-sur-Tille era de 3.839 persones. Hi havia 1.533 famílies, de les quals 446 eren unipersonals (190 homes vivint sols i 256 dones vivint soles), 485 parelles sense fills, 501 parelles amb fills i 101 famílies monoparentals amb fills.
La població ha evolucionat segons el següent gràfic:
Habitants censats

### Habitatges
El 2007 hi havia 1.707 habitatges, 1.549 eren l'habitatge principal de la família, 26 eren segones residències i 132 estaven desocupats. 1.184 eren cases i 515 eren apartaments. Dels 1.549 habitatges principals, 934 estaven ocupats pels seus propietaris, 576 estaven llogats i ocupats pels llogaters i 39 estaven cedits a títol gratuït; 36 tenien una cambra, 141 en tenien dues, 233 en tenien tres, 407 en tenien quatre i 733 en tenien cinc o més. 917 habitatges disposaven pel capbaix d'una plaça de pàrquing. A 705 habitatges hi havia un automòbil i a 583 n'hi havia dos o més.

### Piràmide de població
La piràmide de població per edats i sexe el 2009 era:
| Homes | Edats   | Dones |
| ----- | ------- | ----- |
| 8     | 95 o +  | 8     |
| 16    | 90 a 94 | 32    |
| 24    | 85 a 89 | 44    |
| 24    | 80 a 84 | 32    |
| 88    | 75 a 79 | 76    |
| 56    | 70 a 74 | 92    |
| 80    | 65 a 69 | 100   |
| 108   | 60 a 64 | 108   |
| 116   | 55 a 59 | 148   |
| 136   | 50 a 54 | 152   |
| 104   | 45 a 49 | 92    |
| 148   | 40 a 44 | 124   |
| 112   | 35 a 39 | 144   |
| 132   | 30 a 34 | 136   |
| 124   | 25 a 29 | 132   |
| 161   | 20 a 24 | 104   |
| 132   | 15 a 19 | 164   |
| 160   | 10 a 14 | 164   |
| 104   | 5 a 9   | 104   |
| 76    | 0 a 4   | 100   |

## Economia
El 2007 la població en edat de treballar era de 2.356 persones, 1.671 eren actives i 685 eren inactives. De les 1.671 persones actives 1.486 estaven ocupades (795 homes i 691 dones) i 185 estaven aturades (68 homes i 117 dones). De les 685 persones inactives 225 estaven jubilades, 234 estaven estudiant i 226 estaven classificades com a «altres inactius».

### Ingressos
El 2009 a Is-sur-Tille hi havia 1.626 unitats fiscals que integraven 4.051,5 persones, la mediana anual d'ingressos fiscals per persona era de 17.146 €.

### Activitats econòmiques
Dels 233 establiments que hi havia el 2007, 4 eren d'empreses extractives, 5 d'empreses alimentàries, 2 d'empreses de fabricació de material elèctric, 6 d'empreses de fabricació d'altres productes industrials, 41 d'empreses de construcció, 58 d'empreses de comerç i reparació d'automòbils, 7 d'empreses de transport, 11 d'empreses d'hostatgeria i restauració, 1 d'una empresa d'informació i comunicació, 14 d'empreses financeres, 7 d'empreses immobiliàries, 23 d'empreses de serveis, 33 d'entitats de l'administració pública i 21 d'empreses classificades com a «altres activitats de serveis».
Dels 71 establiments de servei als particulars que hi havia el 2009, 1 era una oficina d'administració d'Hisenda pública, 1 gendarmeria, 1 oficina de correu, 6 oficines bancàries, 1 funerària, 6 tallers de reparació d'automòbils i de material agrícola, 2 tallers d'inspecció tècnica de vehicles, 1 autoescola, 5 paletes, 5 guixaires pintors, 5 fusteries, 6 lampisteries, 4 electricistes, 9 perruqueries, 1 veterinari, 2 agències de treball temporal, 9 restaurants, 3 agències immobiliàries i 3 salons de bellesa.
Dels 32 establiments comercials que hi havia el 2009, 3 eren supermercats, 1 un supermercat, 1 una botiga de més de 120 m², 4 fleques, 1 una fleca, 1 una botiga de congelats, 4 llibreries, 4 botigues de roba, 2 botigues d'equipament de la llar, 1 una botiga d'equipament de la llar, 2 botigues d'electrodomèstics, 2 botigues de mobles, 1 una botiga de mobles, 1 una botiga de material de revestiment de parets i terra, 1 una perfumeria i 3 floristeries.
L'any 2000 a Is-sur-Tille hi havia 6 explotacions agrícoles.

## Equipaments sanitaris i escolars
El 2009 hi havia 1 hospital de tractaments de curta durada, 1 hospital de tractaments de mitja durada (seguiment i rehabilitació, 2 farmàcies i 1 ambulància.
El 2009 hi havia 1 escola maternal i 2 escoles elementals. Is-sur-Tille disposava d'un col·legi d'educació secundària amb 780 alumnes.

## Poblacions més properes
El següent diagrama mostra les poblacions més properes.